# Lope d'Albero
Lope d'Albero (? - ?) va ser un cavaller aragonès del llinatge dels Albero. Tengué una filla, Sanxa López d'Albero, que es casà el 1218 amb Pelegrín d'Atrosillo, rebent aquest la vila d'Alcorisa.
El 1220, de resultes d'un tort, Lope d'Albero fou capturat per Rodrigo de Liçana; aquest va saquejar i es va apoderar del castell a Albero, traslladant a Lope d'Albero al castella de Liçana, on restà empresonat. Pelegrín d'Atrosillo, el seu gendre, protestà per aquests fets davant del rei Jaume I d'Aragó i aquest, assessorat pel Consell Reial, fallà en favor de l'empresonat Lope d'Albero, ordenant-ne l'immediat alliberament. Per contra, Rodrigo de Liçana es negà a acatar la decisió i es revoltà contra el rei i el Consell Reial. El Consell Reial acordà fer la guerra contra Rodrigo de Liçana fins que no fos alliberat Lope d'Albero i se li compensessin tots els danys que havia patit. Finalment, després d'assetjar i alliberar el castella d'Albero, les tropes reials assetjaren Liçana, que caigué vers el mes de maig del 1220 en poder de les tropes reials i alliberaren l'empresonat Lope d'Albero.